# Naked Hearts
Naked Hearts è un film muto del 1916 scritto, diretto e interpretato da Rupert Julian.  La sceneggiatura di Olga Printzlau si basa su un soggetto firmato dal regista che si ispira a Maud, opera poetica di Alfred Tennyson pubblicata nel 1855.

## Trama
Nel Sud degli Stati Uniti, prima della guerra civile, Maud e Cecil crescono insieme. Fin da piccoli, i due bambini si scambiano una promessa d'amore che continuano a mantenere anche quando sono ormai cresciuti. Ma Howard, il fratello di Maud, un uomo autoritario e dominatore, disapprova quel matrimonio. Per la sorella, ha scelto come marito lord Lovelace, un aristocratico inglese che lui ritiene il fidanzato ideale per Maud. La sera che il fidanzamento deve essere annunciato, Maud fugge con Cecil. I fuggitivi vengono però presi e Maud, a causa della sua lealtà nei confronti del fratello, manda via Cecil. Allo scoppio della guerra civile, sia Cecil che Lovelace combattono come volontari per i confederati. Giunge la notizia che ambedue sono caduti sul campo di battaglia. Distrutta, con il cuore spezzato, Maud decide di farsi suora. Prende i voti giusto un momento prima che Cecil, ritenuto da tutti erroneamente morto, ritorni dalla battaglia, venuto nel convento a cercarla per chiederle di sposarlo.

## Produzione
Il film, prodotto dalla Bluebird Photoplays (Universal Film Manufacturing Company), venne girato negli Universal Studios al 100 di Universal City Plaza, a Universal City.

## Distribuzione
Il copyright del film, richiesto dalla Bluebird Photoplays, Inc., fu registrato il 2 maggio 1916 con il numero LP8205.
Distribuito dalla Bluebird Photoplays (Universal Film Manufacturing Company), il film uscì nelle sale cinematografiche statunitensi il 10 maggio 1916. Nel Regno Unito, prese il titolo di Maud.
Non si conoscono copie ancora esistenti della pellicola che viene considerata presumibilmente perduta.